# 陳茂義
陳茂義（1505年—？），字時卿，號海洲，浙江寧波府慈谿縣人，民籍，明朝政治人物。

## 生平
嘉靖四年（1525年）乙酉科浙江鄉試第三十九名舉人，八年（1529年）中式己丑科會試第二百七十四名，二甲第三十四名進士。授南兵部主事，升任南京兵部郎中，十七年（1538年）二月升廣西布政使司右參議，升廣西按察司副使，二十一年（1542年）撫輯思恩軍民府九巡檢司之亂，升俸一級，二十三年（1544年）正月升廣西布政使司左參政，二十五年（1546年）平定柳林馬平諸縣巢賊韋金田等。

## 家族
曾祖陳志；祖父陳倫；父陳鳳，縣主簿。母魏氏。慈侍下。從兄陳茂仁，從弟陳茂禮（廣東按察司副使）、陳茂智。